# 邦纳均
邦纳均另译蓬那遵或蓬那尊，是缅甸若開邦實兌縣邦纳均镇区下辖的一个镇。该镇为邦纳均镇区的治所。民地武若开军声称于2024年3月5日攻占该镇。